# Roumanie au Concours Eurovision de la chanson 2015
La Roumanie a annoncé en 2014 sa participation au Concours Eurovision de la chanson 2015 à Vienne, en Autriche. 
Le groupe Voltaj, représentant la Roumanie au Concours Eurovision de la chanson, est annoncé le mars 2015, à la suite de sa victoire lors de la finale nationale Selecția Națională 2015. Leur chanson est De la capăt (All over again).

## Sélection
La sélection est constituée d'une unique finale lors de laquelle douze artistes concourent pour représenter la Roumanie. Le gagnant est désigné par un vote combinant le vote d'un jury de professionnels et le télévote roumain, chacun comptant pour moitié du total.
| Ordre | Artiste                      | Chanson             | Jury  | Jury   | Télévote | Télévote | Total | Place |
| Ordre | Artiste                      | Chanson             | Votes | Points | Votes    | Points   | Total | Place |
| ----- | ---------------------------- | ------------------- | ----- | ------ | -------- | -------- | ----- | ----- |
| 1     | Voltaj                       | De la capăt         | 43    | 12     | 4 707    | 12       | 24    | 1     |
| 2     | Băieții                      | Dragoste în Lanțuri | 0     | 0      | 178      | 0        | 0     | 12    |
| 3     | Tudor Turcu                  | Save Us             | 28    | 5      | 2 078    | 8        | 13    | 5     |
| 4     | Aurelian Temișan feat. Alexa | Chica Latina        | 13    | 2      | 488      | 3        | 5     | 9     |
| 5     | Rodica Aculova               | My Light            | 1     | 0      | 86       | 0        | 0     | 11    |
| 6     | Blue Noise                   | Love Won't Run Away | 39    | 7      | 1 020    | 7        | 14    | 4     |
| 7     | Ovidiu Anton                 | Still Alive         | 41    | 10     | 791      | 5        | 15    | 3     |
| 8     | Lara Lee                     | Superman            | 30    | 6      | 386      | 1        | 7     | 7     |
| 9     | Super Trooper                | Secret Place        | 9     | 1      | 510      | 4        | 5     | 10    |
| 10    | Luminița Anghel              | A Million Stars     | 39    | 8      | 3 828    | 10       | 18    | 2     |
| 11    | Cristina Vasiu               | Nowhere             | 21    | 3      | 444      | 2        | 5     | 8     |
| 12    | CEJ                          | We Were in Love     | 26    | 4      | 846      | 6        | 10    | 6     |

## À l'Eurovision
La Roumanie participa à la première demi-finale, le 19 mai 2015. Arrivée 5e avec 89 points, le pays se qualifia pour la finale où il arriva finalement 15e avec 35 points.